# Mancopsette tachetée
Espèce
Synonymes
- Achiropsetta slavae Andriashev, 1960[2]
- Lepidopsetta maculata Günther, 1880[2]
- Mancopsetta maculata antarctica Kotlyar, 1978[2]
- Mancopsetta maculata maculata (Günther, 1880)[2]

La Mancopsette tachetée (Mancopsetta maculata) est une espèce de poissons plats de la famille des Achiropsettidae (les mancopsettes) qui se rencontre sur les plateaux subantarctiques, autour des îles antarctiques et sur les rives de l'Antarctique oriental. Cette espèce peut atteindre une longueur de 50 cm et vit à des profondeurs allant de 100 à 1 115 m. 